# Бемоланга
Бемоланга — крупное месторождение битуминозных песчаников на северо-западе Мадагаскара приблизительно 120 км от побережья. Площадь Бемоланги составляет 7175 км².
В 1950-х и 1980-х годах проводилось разведочное бурение.
Нефть Бемолангы содержит серы до 1 %, есть низкое содержание ванадия. Продуктивный нефтяной горизонт представлен песчаником. Его мощность составляет около 30 м, а кровля залегает на глубине 0—30 м.
Геологические запасы по категории 2Р+3Р по данным компании DeGolyer & MacNaughton составляет 16,6 млрд баррелей или 2,6 млрд тонн нефти.
Оператором проекта является американская нефтяная компания Madagascar Oil.